# Pesmes

Pesmes es una comuna francesa del departamento del Alto Saona en la región del Franco Condado. La comuna se encuentra al sur del departamento, casi en el límite con el del Jura y cercana a la región de Borgoña. Está incluida dentro de la lista de Les plus beaux villages de France.

## Demografía
| 854 | 924 | 934 | 985 | 1006 | 1057 | 1107 |
| Para los censos de 1962 a 1999 la población legal corresponde a la población sin duplicidades (Fuente: INSEE [Consultar]) |     |     |     |      |      |      |